# سيرغي دولماتوف (لاعب كرة قدم)
سيرغي دولماتوف (20 مايو 1980 في روسيا - ) هو لاعب كرة قدم روسي في مركز الوسط. لعب مع FC Tekstilshchik Ivanovo ‏ وFC Metallurg Lipetsk ‏ وFC Druzhba Maykop ‏.

## وصلات خارجية
- سيرغي دولماتوف على موقع قاعدة بيانات كرة القدم.إي يو (الإنجليزية)